# M60 Patton
El M60 es un carro de combate que estuvo en servicio desde diciembre de 1960. Tras la retirada del carro de combate anterior del Ejército de los Estados Unidos, el M103, en 1963, el M60 pasó a ser el tanque principal durante la Guerra Fría. Aunque se desarrolló a partir del M48 Patton, la serie M60 nunca se clasificó oficialmente como Patton, sino como un "producto mejorado descendiente". En marzo de 1959, el tanque fue estandarizado oficialmente como carro de combate de tracción completa a oruga con arma de 105 mm (105 mm Gun Full Tracked Combat Tank M60).
El M60 fue actualizado varias veces. El interior, basado en el diseño del M48, disponía de un amplio espacio para actualizaciones y mejoras, lo que hizo que pudiera usarse durante cuatro décadas. Fue muy usado por los Estados Unidos y por sus aliados durante la Guerra Fría, sobre todo por la OTAN, y continúa en servicio en algunos países del mundo en la actualidad, a pesar de haber sido reemplazado por el M1 Abrams en el ejército estadounidense. Egipto es el país con más tanques de este tipo operativos, con 1.716 tanques actualizados M60A3. Turquía es el segundo, con 866 tanques actualizados. Israel es el tercero con unos 700 con algunas variantes.

## Historia
Durante la Revolución Húngara de 1956, los húngaros entraron con el tanque medio soviético T-54A en la embajada británica de Budapest. Tras un breve examen de su blindaje y su cañón de 100 mm, los oficiales británicos apreciaron que su cañón de tanque QF de 20 libras sería incapaz de derrotarlo. Además, circulaban rumores de que se estaba trabajando en un cañón de 115 mm. Por lo tanto, fue necesario adoptar un cañón de 105 mm, que se adquirió con el famoso Royal Ordnance L7.
El Programa T95, que comenzó después de la Conferencia Questionmark III de junio de 1954, tuvo lugar para reemplazar el M48. Presentó una gran cantidad de componentes innovadores experimentales como el cañón T208 de 90 mm de ánima lisa colocado de forma rígida en la torreta, su nuevo tren motriz y su nueva suspensión. La gran cantidad de trabajo hizo que el programa se desarrollase de forma muy lenta. El general Taylor aprobó un nuevo programa para el desarrollo de un tanque en agosto de 1957. Este incorporaba muchas recomendaciones para vehículos de  
combate y previó el eventual reemplazo de los tanques ligeros, medios y pesados por dos tipos: el vehículo de reconocimiento o asalto aerotransportado y el tanque de batalla principal (main battle tank, MTB). El MTB combinaba la potencia de fuego y la protección suficientes para el asalto con la movilidad de un tanque medio. Un tanque de la serie T95, armado con un cañón de ánima lisa y con un motor de compresión e ignición fue concebido como el MBT del futuro.
El desarrollo real definitivo comenzó en 1957 para contrarrestar la amenaza de los tanques medios T-54/T-55, que los americanos consideraban superiores  a sus tanques medios M48. Se trató más bien de un diseño evolutivo basado en sus predecesores, más que revolucionario. El desarrollo de este programa del tanque fue objeto de un amplio debate. La Oficina de Presupuesto creía que el Ejército no realizaba progresos con la suficiente presteza para el programa de modernización y recomendó el reemplazo inmediato del M48A2. Previendo que la Oficina de Presupuesto no aprobaría la adquisición del M4A2 después del año fiscal de 1959, el diputado en jefe de Personal y Logística propuso que un tanque basado en el M48A2 mejorando la potencia de fuego y el motor AVDS-1790. La alternativa era emplear un tanque de la serie T95, pero su motor de compresión e ignición seguía siendo experimental y no estaba tan desarrollado como el AVDS-1790. Un grupo de influencia de oficiales veteranos, en mayo de 1958, concluyó que el T95 solo tenía ventajas marginales con respecto al M48A2. Propusieron que las mejoras más importantes, la mejor potencia de fuego y el mayor ahorro de combustible, podrían obtenerse con un motor de compresión e ignición y un cañón más potente en el M48A2.
El armamento principal de este tanque fue escogido tras una prueba comparativa en los campos de pruebas de Aberdeen. Se emplearon en la prueba seis cañones: el M41 de 90 mm (arma del M48A2, aunque probada en el nuevo T300E53 HEAT), el  T208E9 de 90 mm (un cañón de ánima lisa T320E62 APFSDS), el X15E8 de 105 mm (una versión más ligera del M58) y el M58 de 120 mm (cañón del M103). El Departamento de Artillería prefirió el T123E6 de 120 mm por su munición, que era la misma que la del cañón M58, que estaba en un avanzado estado de desarrollo. Aunque el T123E6 tenía una baja cadencia de disparo, a diferencia del cañón M58 que usaba el tanque M103, podía ser cargado solo por una persona encargada de ello. Esto le daba una cadencia máxima de 4 disparos/minuto, frente a los 7 disparos/minuto del T254. Los factores evaluados fueron la precisión y la efectividad del disparo. Con base en estas pruebas, se escogió el T254E2 de 105 mm, que fue estandarizado para el M68. Aunque para el cañón con los tubos americanos se podía obtener una fiabilidad comparable, se emplearon tubos británicos.
Se hizo un blindaje compuesto con cristal de silicio para la torreta y el casco. Este blindaje compuesto proveía protección contra proyectiles HEAT, HEP y HE. No obstante, la reparación con piezas de fundición hacía que se perdiese protección ante la energía cinética. Este tanque tiene su parte frontal en forma de cuña, frente al M48 que tiene la parte frontal de forma elíptica, lo que facilita la instalación del blindaje. Las limitaciones en la capacidad de fabricación y el coste añadido hicieron que al final no se usase el blindaje especial y que se emplease de acero convencional.
En 1957 se hicieron planes en EE. UU. para un tanque universal o multipropósito. Esto produjo la serie de carros de combate M60.
El casco del M60, al igual que la de su predecesor, el M48, puede producirse como una sola pieza o soldando piezas más pequeñas. La torreta es similar a la del M48A2 y está hecha de una única pieza, aunque fue modificada para tener una cúpula de mayor diámetro y para el cañón de 105 mm del M116. El casco está dividido en tres compartimentos, con el del conductor al frente, el compartimento de combate en medio y el del motor en la parte posterior. El conductor contaba con tres periscopios diurnos M27. Uno de ellos podía ser reemplazado por un periscopio M24 con visión infrarroja para la noche.
Originalmente fue llamado XM60. La fabricación comenzó en 1959. Fue designado como tanque de combate con orugas completas y cañón de 105 mm (105 mm Gun Full Tracked Combat Tank M60) en 1959, y fue puesto en servicio en 1960. En abril de 1959 se propuso cambiarle el nombre por el de tanque de batalla principal M60 con cañón de 105 mm pero esto fue rechazado por no estar de acuerdo con la Agencia Federal de Política de Catalogación.

### M60A1
El programa inicial para el M60A1 fue aprobado el 21 de marzo de 1960. Esta nueva variante fue producida por primera vez en octubre de 1962. Aunque el M60 usaba una torre basada en la del M48A2, las torretas del tipo T95E7 no se abandonaron. Se hicieron trabajos para producir una torreta más alargada basada en ese diseño. La torreta, incluso sin el blindaje con silicio, daba una protección balística mejorada. Aumentó el espacio de la torreta al situar el cañón 12,7 cm más adelante. Además de la protección añadida de la torreta del M60A1, el glacis superior aumentó de 9,32 cm a 10,89 cm en los 65 grados, mientras que los lados del compartimento aumentaron de 4,82 a 7,36 en su ápice. El blindaje frontal pasó a tener los mismos 25,4 cm de grosor estándar que el M103. Se pusieron amortiguadores en las dos primeras y en las dos últimas ruedas del tanque. Los asientos de malla de alambre fueron reemplazados por asientos acolchados. El pedal del freno y el del acelerador se colocaron en otros lugares considerados más eficientes y cómodos, mientras que el volante se reemplazó por un manillar en forma de T. Se puso el motor Continental AVDS-1790-2A y el tren motriz CD-850-6A. El nuevo motor consumía menos combustible y emitía menos humo. Se pusieron periscopios para su uso de día y con infrarrojos para la noche, el periscopio M32 para el artillero y el periscopio M36 para el comandante. El periscopio del comandante podía sustituirse por el M34 con visión binocular sin infrarrojos.

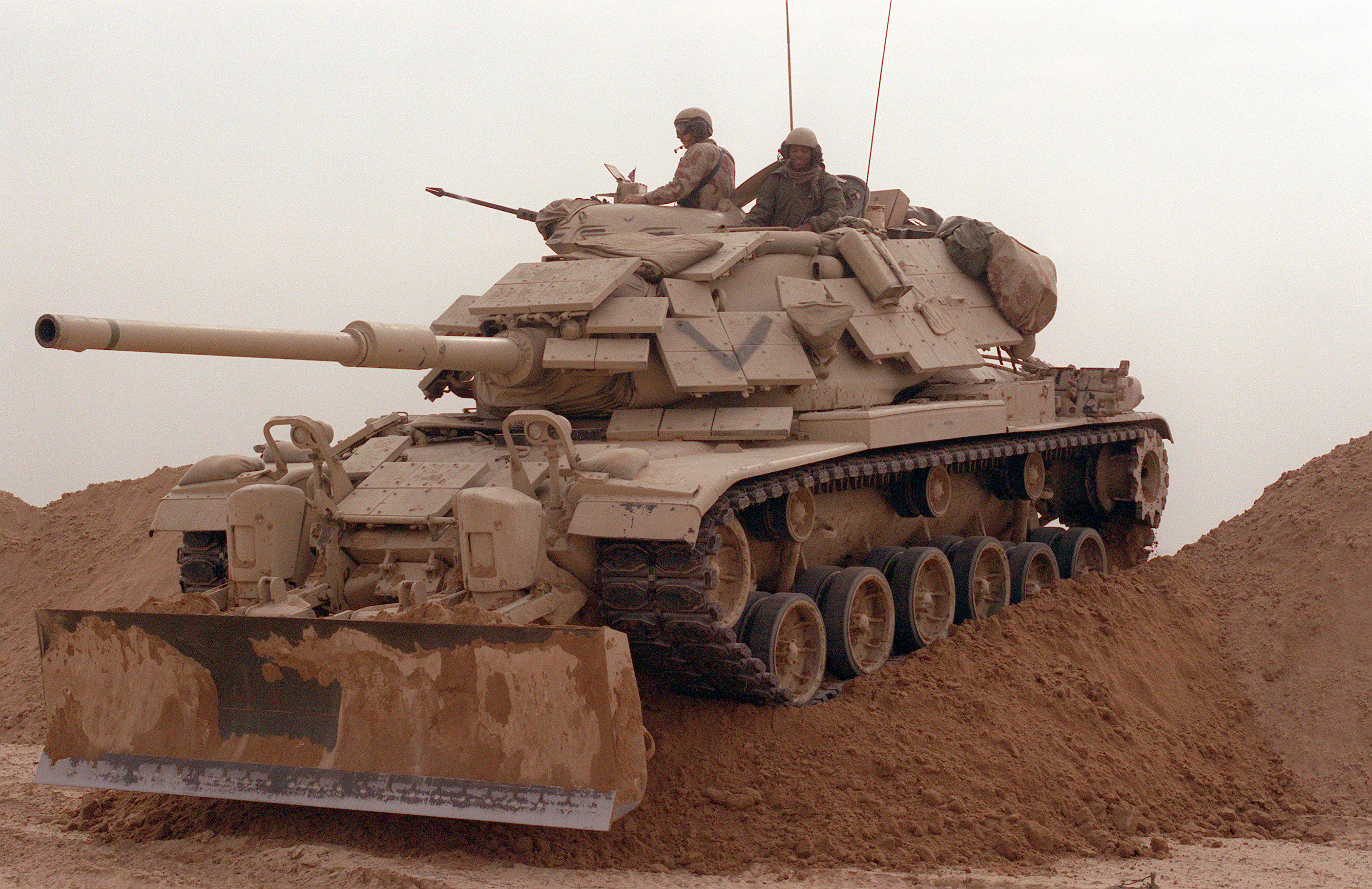
M60A1 del Cuerpo de Marines de los Estados Unidos durante un ejercicio en la Operación Tormenta del Desierto en 1991. Este M60 está equipado con blindaje reactivo y una hoja de bulldozer M9.

Cuando el desarrollo de un nuevo tanque de batalla principal se estancó con algunos problemas y aumentó el costo, el M60A1 tuvo que servir más tiempo del previsto originalmente, produciéndose durante más de 20 años. En este tiempo se realizaron numerosos programas para mejorar el producto. El primero de ellos fue un filtro de aire de carga superior (Top Loading Air Cleaner, TLAC). Este redujo el polvo y la suciedad, lo que aumentó la vida del motor y facilitó el servicio del tanque. Posteriormente, se instaló la estabilización añadida (Add-On Stabilization, AOS), a finales de 1972. Como su propio nombre indica, este fue un estabilizador añadido con pocas modificaciones al control hidráulico del cañón ya existente. Se hizo de los siguientes componentes: un sensor de velocidad, una caja de control selectora, un envase con electrónica, una válvula de cierre, una válvula de servicio transversal, una válvula de servicio de elevación, un filtro hidráulico y un cilindro antiretroceso. En alcances cortos y medios, la probabilidad de éxito de un M60A1 en movimiento mejoraron en un 50% en las pruebas realizadas en Aberdeen, mientras que sin el estabilizador el resultado de la mejora era básicamente el 0%. Los M60A1, equipados con el AOS y el TLAC, también contaban con las nuevas orugas de acero T142, que tenían almohadillas de goma reemplazables que aumentaban la durabilidad en servicio del tanque.
En 1975, comenzó a estar en uso el M60A1 (RISE), que significa equipo seleccionado de fiabilidad mejorada (Reliability Improved Selected Equipment). Su motor diésel AVDS-1790-2C tenía algunos cambios para mejorar la vida del motor y su rendimiento: nuevos limpiadores de aire de carga superior; cilindros más fuertes; mejoras en el interruptor, las vías de inyección de combustible y los inyectores; y mejores sobrealimentadores turbo. También se incorporaron a su sistema electrónico un nuevo refrigerador con alternador para el aceite de 650 amperios, un regulador en estado sólido y un nuevo sistema de cableado con el diferencial más accesible. El M60 A1 (RISE) (PASSIVE), que comenzó a ser usado en 1977, tenía miras de visión nocturna pasivas para el conductor y un sistema de vaciado para aguas profundas.

### M60A2 "starship"
El M6A2 fue diseñado como una solución provisional hasta que fuera reemplazado por el MBT-70. El M60A2, apodado "starship" por su tecnología "de la era espacial", tenía una torreta completamente nueva y más baja con una cúpula con una ametralladora en la parte superior, que daba al comandante una buena vista del campo de batalla mientras estaba protegido con el blindaje. Tenía un cañón principal de 152 mm, similar al tanque ligero M551 Sheridan, que disparaba munición convencional, además del misil antitanque MGM-51 Shillelagh. El sistema de cierre de la recámara CBSS (closed breech scavenger system), que sirve para vaciar la recámara tras cada disparo, resolvió el problema de los restos de carga propulsora no quemados tras los disparos, que ensuciaban el cañón y detonaban antes de tiempo la carga siguiente. El tanque M60A2 resultó ser una decepción pero los avances técnicos allanaron el camino para los tanques del futuro: el MBT-70, que se basó en gran parte en la tecnología usada para el M60A2, nunca pasó de ser un prototipo. El sistema del Shillelagh y del M60A2 fue eliminado de las unidades activas en 1981 y las torres fueron desechadas. Muchos de los M60A2 fueron reconstruidos como M60A3 o sus barcazas fueron usadas para hacer vehículos lanzapuentes blindados.

### M60A3
El M60A3 fue diseñado en 1978, aprovechando las lecciones de las guerras de Oriente Medio y las noticias acerca de los nuevos tanques soviéticos. El M60A3 pasó gradualmente a estar fuera de servicio en los EE. UU. y a ser usado solamente para el entrenamiento en 2005.
En mayo de 2016, la empresa Raytheon dijo que tenían un programa para aumentar la vida en servicio (Service Life Extension Program, SLEP) del M60A3. Los cambios incluían: un motor de más potencia, de los 750 hp a los 950 hp; nuevos controles electrónicos en la torretas que eran más rápidos, más sensible y más silencioso que los controles hidráulicos anteriores; el cañón L44 120 mm, más grande y con un control digital de fuego y sistemas de orientación con miras térmicas; y mejoras en la protección exterior de los laterales con un blindaje de rejas y un blindaje reactivo. El M60A3 SLEP equiparó el vehículo a tanques como el T-72 y el M1A1 Abrams, manteniendo unos bajos costos en su uso para el entrenamiento y el mantenimiento. El vehículo fue probado en el campo de pruebas del Ejército de Aberdeen. El cambio del sistema hidráulico por uno electrónico redujo el peso en una tonelada y el FCS digital permitía disparar en movimiento.

## Usuarios

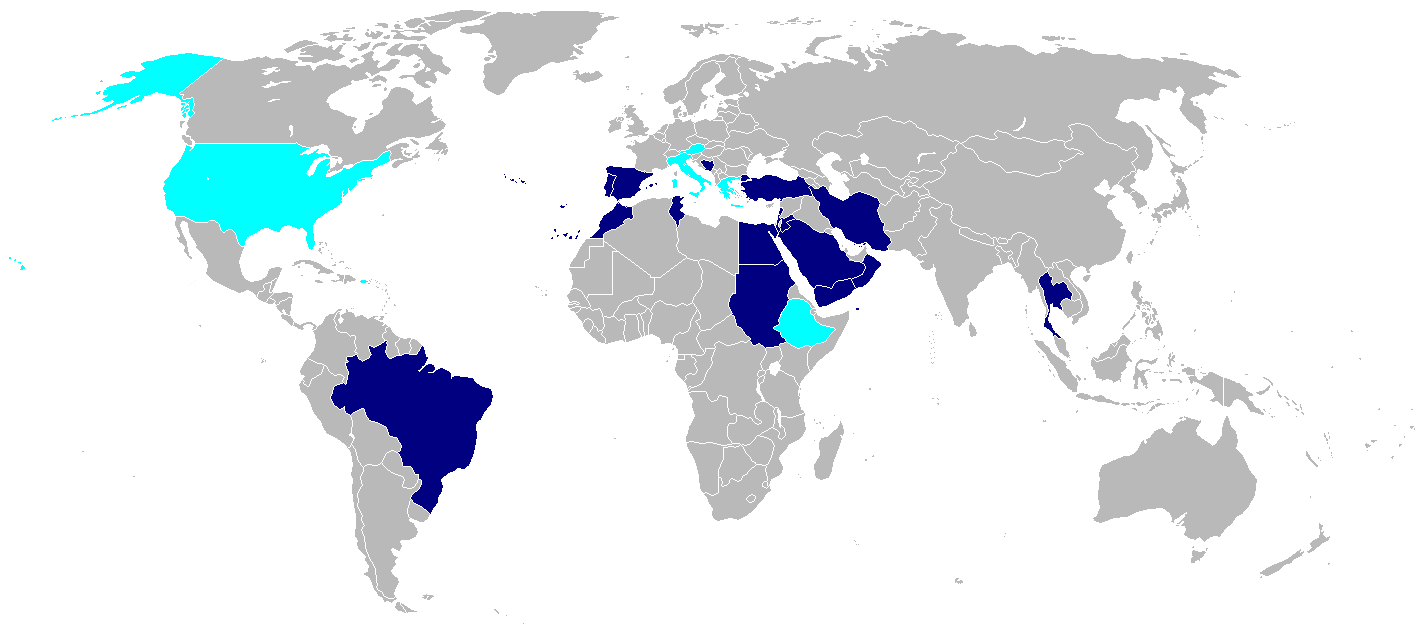
Países que utilizan el M60 Patton.
En activo.
Retirado.

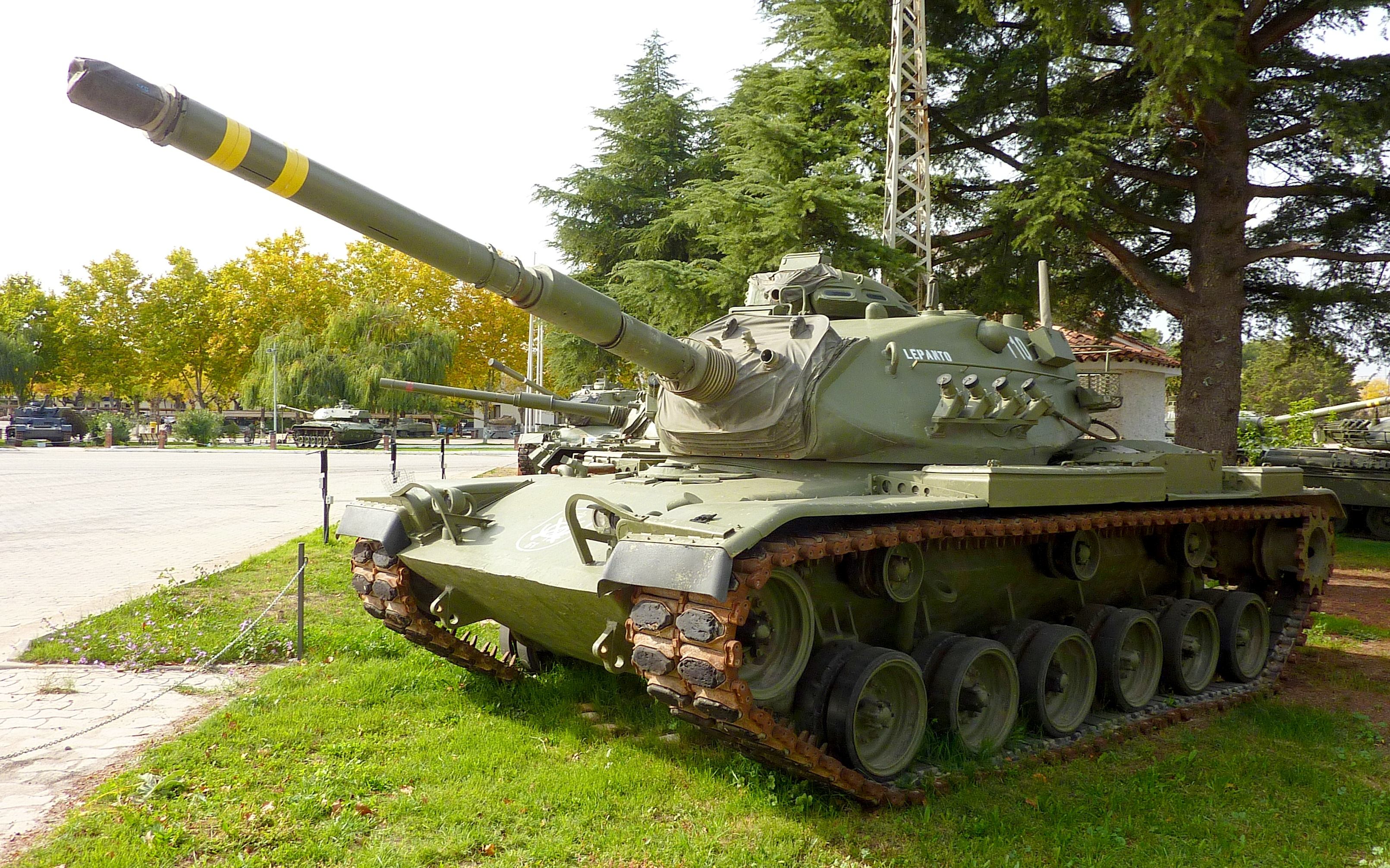
Un M60A3 TTS del Ejército Español ya dado de baja en el Museo de Medios Acorazados de la Base de El Goloso (Madrid).

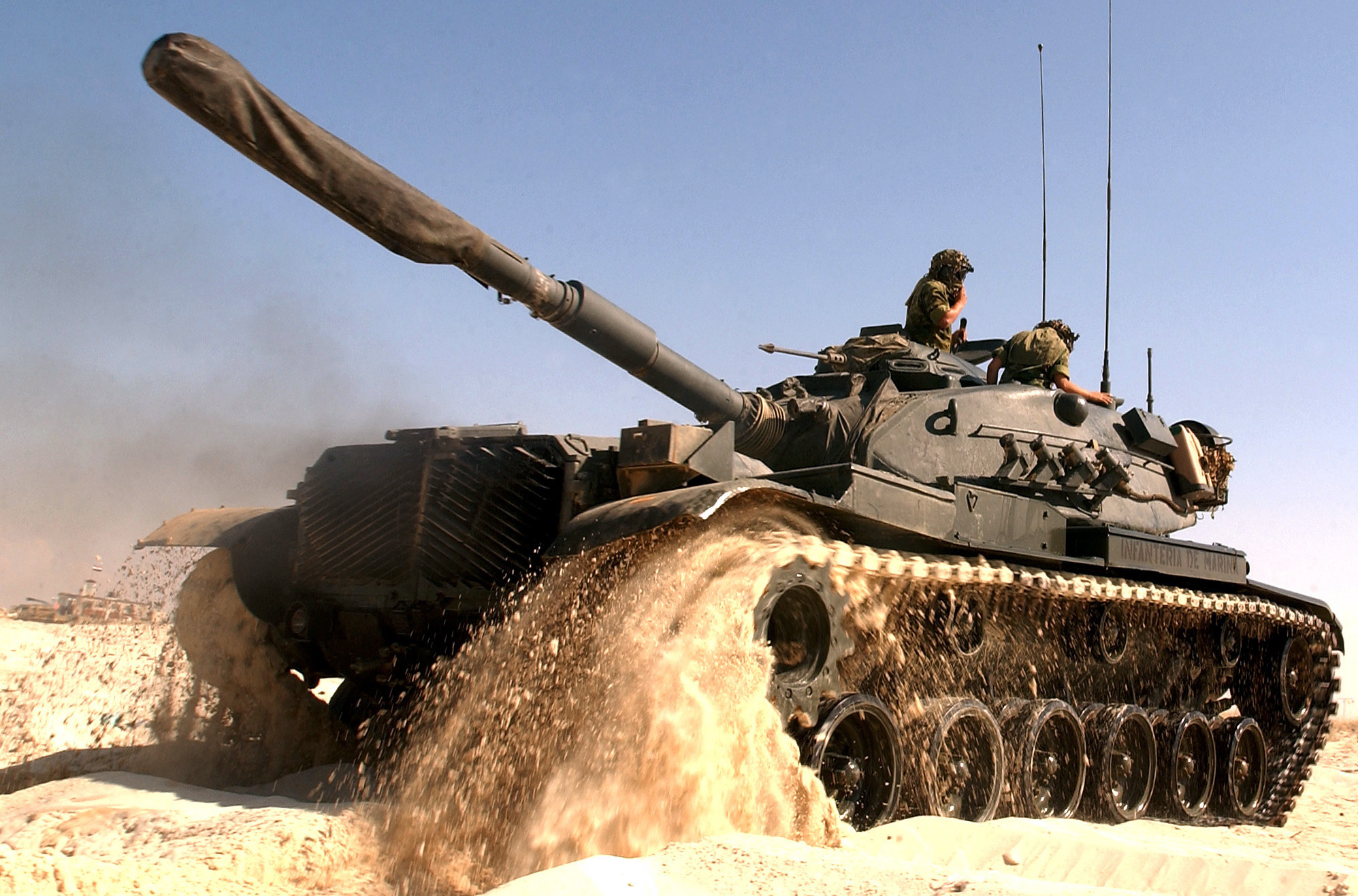
M60A3 TTS de la Infantería de Marina Española en Egipto durante las maniobras "Bright Star" 01/02.

### Retirado
- Austria: 170 M60A3s estuvieron en servicio desde 1964 a 1997. Fueron remplazados por Leopard 2 y vendidos a Egipto.

- Israel: 711 Magach 6 Archuv y Magach 6 Archuv 2 además de 111 Magach 7.[32] Pretenden venderlos o desguazarlos.[33] Retirados en 2014.[34]

- Italia: 300 tanques entregados. Sustituidos por los C1 Ariete italianos.

- Estados Unidos: Retirados del servicio en 2005 para ser utilizados como entrenamiento, o dejarlos en la reserva. Algunos todavía son usados por la USAF para entrenamiento y tests. Tan solo en servicio los M728 y M60AVLB.

- Etiopía: Número desconocido.
- Portugal: 96 M60A3 TTS.

### Activo
- Bosnia y Herzegovina: 85 M60A3, 40 entregados en 2012 para entrenamiento y reconocimiento.
- Baréin:  180 M60A3.
- Brasil: 91 M60A3 TTS[35]
- España:
  - Ejército de Tierra: recibió a principios de los años 1990 260 carros de combate estadounidenses M60A3 y M60A3 TTS (16 de ellos para la Infantería de Marina). La previsión era haber recibido 110 M60A1 más, pero cuando llegaron los primeros y se vio el mal estado en el que se encontraban se renunció finalmente a ellos. Actualmente, los 50 de la versión A1 son los únicos que permanecen en servicio, transformados 38 de ellos en vehículos de combate de zapadores Alacrán (M60 CZ 10/25E) y los otros 12 en carros lanzapuentes (M60 VLPD 26/70E).[36]
  - Armada Española: la Infantería de Marina Española operaba 16 carros M60A3 TTS (retirados en diciembre de 2022) y un M88 E de recuperación.
- Egipto: 1016 M60A3 y 700 M60A1. En total 1716.
- Grecia: 357 M60A1 y 312 M60A3 TTS recibidos. La mayoría en reserva.
- Irán: 150 M60A1.[37][38]
- Jordania: 182.[39]
- Líbano: 66.[40] Todos de la serie A3, los primeros 10 entregados en 2009.[41]
- Marruecos: 260 M60A3TTS y 167 M60A3. La mayoría en reserva.[42][43][44]
- Omán: 93.
- Arabia Saudita: 450 M60A1/M60A3.
- Sudán: 20.[45]
- Taiwán: 450 M60A3 TTS.[46]
- Tailandia:  178 M60A1/A3 (de Estados Unidos).
- Túnez: 59 M60A3 Patton y 30 M60A1 Patton. En total 84.
- Turquía: 658 M60A3TTS, 104 M60A1 y 170 M60T. En total 932.
- Yemen: 240.

### Desarrollos relacionados
- M46 Patton
- M47 Patton
- M48 Patton
- M88 Armored Recovery Vehicle
- M103
- Magach
- M60-T Sabra

### Vehículos similares
- Alemania – Leopard 1
- Argentina – TAM
- China – Tipo 69/79
- Francia – AMX-30
- India – Vijayanta
- Italia – OF-40
- Japón – Tipo 74
- Reino Unido – FV 4201 Chieftain
- Rumania – TR-85
- Unión Soviética – T-55 - T-62 - T-72

### Listas relacionadas
- Anexo:Tanques de combate principal por generación
- Anexo:Materiales históricos del Ejército de Tierra de España desde la posguerra
- Anexo:Materiales de la Infantería de Marina Española